# Erin McLeod
Pour les articles homonymes, voir McLeod.
Erin McLeod, née le 26 février 1983 à Saint-Albert en Alberta, est une joueuse canadienne de soccer (football) évoluant au poste de gardienne de but. Elle joue en 2015 pour le Dash de Houston dans la National Women's Soccer League. Elle est membre de l'Équipe du Canada de soccer féminin (110 sélections en date du 30 juin 2015).

## Biographie

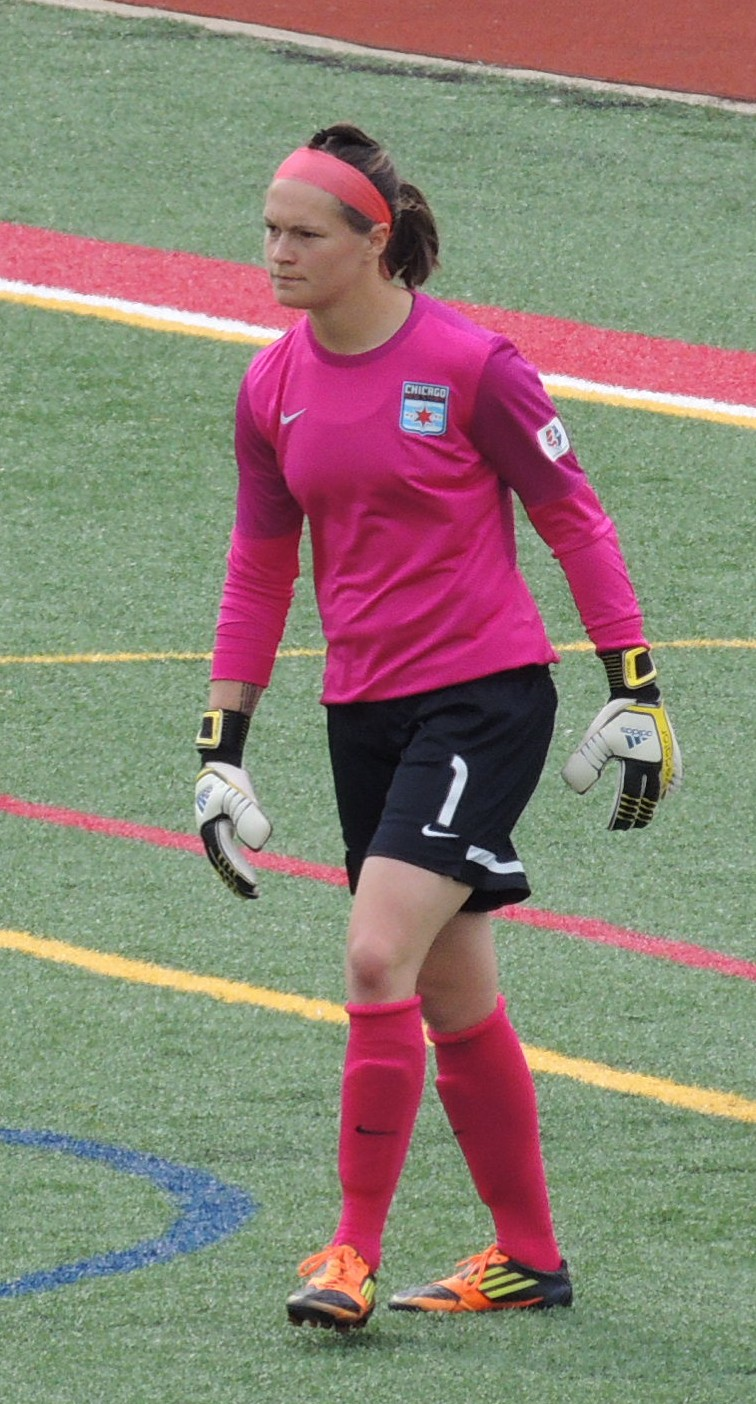
McLeod en 2013.

### Carrière en club

#### NCAA
De 2001  à 2005,  McLeod joue pour les Nittany Lions du Penn State University dans la Premiere Division NCAA. Son équipe se rend au NCAA Final Four de 2005 et elle est finaliste pour le prestigieux trophée MAC Hermann.  Au cours de sa carrière universitaire, la National Soccer Coaches Association of America lui décerne deux fois l'honneur All-America.

#### W-League
Après son université, McLeod enfile le maillot des Whitecaps de Vancouver. Elle remporte deux Championnats de la W-League avec les Whitecaps, en 2004 et 2006,. 

#### WPS
Lors de la création de la Women's Professional Soccer en 2009, McLeod est recrutée par le Washington Freedom. Elle y joue deux saisons et aide  l'équipe à se qualifier dans les séries éliminatoires de fin de saison. 

#### Damallsvenskan
En 2011, elle signe avec le Dalsjöfors GoIF dans la Damallsvenskan (championnat suédois). Elle y reste jusqu'en 2013.

#### NWSL
Le 11 janvier 2013, elle est mise à disposition des Chicago Red Stars, jouant dans la nouvelle National Women's Soccer League (NWSL). En janvier 2014 elle est échangée au Dash de Houston.

### Carrière en sélection nationale
McLeod est la gardienne de but numéro une de l'équipe nationale canadienne lors de la Coupe du monde féminine U-19 en 2002. 
Elle fait sa première apparition avec l'équipe nationale senior du Canada en 2002 et joue deux des trois matchs de son équipe lors de la phase de groupe de la Coupe du monde féminine 2007. Elle joue tous les matchs de qualification pour les Jeux Olympiques de Pékin de 2008. Elle participe aux Jeux olympiques de 2008 puis de 2012. 
McLeod participe à la Coupe du monde féminine 2011 avec l'équipe du Canada, gardant les buts pour deux des trois matchs de son équipe. Elle est de nouveau la gardienne numéro un de l'équipe canadienne lors de la Coupe du monde de 2015 et est dans les buts pour l'intégralité des cinq matchs du Canada.

## Palmarès

### En équipe nationale
- Médaille d'or aux Jeux panaméricains 2011
- Médaille d'or lors du Championnat féminin de la CONCACAF 2010
- Médaille de bronze aux Jeux panaméricains 2007
- Médaille d'argent à la Coupe du monde des moins de 19 ans 2002
- Médaille d'or aux Jeux olympiques de Tokyo 2020.

### En club

#### Vancouver Whitecaps
- Vainqueur du championnat de la W-League en 2004 et 2006

## Vie privée
McLeod a été ambassadrice de l'organisation humanitaire Right To Play qui s'implique au niveau des sports pour les jeunes enfants démunis.